# Dendrocoptes dorae
El pico árabe (Dendrocoptes dorae) es una especie de ave piciforme de la familia Picidae endémica península arábiga, concretamente de los bosques de los montes del suroeste de Arabia Saudita y Yemen.
Si bien fue descrito científicamente por George Latimer Bates y Norman Boyd Kinnear, el nombre científico fue propuesto por St. John Philby un colaborador ocasional, en referencia a su esposa llamada  Dora. 